# Gösta Månsson
Gösta Ingvar Månsson, född 18 september 1924 i Malmö Sankt Pauli församling, Malmö, död 1 mars 2009 i Slottsstadens församling, Malmö, var en svensk målare.
Månsson gick i Hermods och Skånska målarskolan 1958–1960 och gjorde studieresor i Frankrike och Italien. Han är mest känd för sina naiva gatubilder och motiv från framför allt Skåne, samt för sina skärgårdsbåtar. Månsson är representerad i bland annat Tranås stads samlingar och Uppsala läns landsting. Han är begravd på Limhamns kyrkogård i Malmö.